# وین (آرکانزاس)
وین (آرکانزاس) (به انگلیسی: Wynne, Arkansas) یک شهر در ایالات متحده آمریکا با جمعیت ۸٬۶۱۵ نفر است که در آرکانزاس واقع شده‌است.

## موقعیت جغرافیایی
موقعیت جغرافیایی شهرها و مناطق اطراف به شرح زیر است:

## نگارخانه

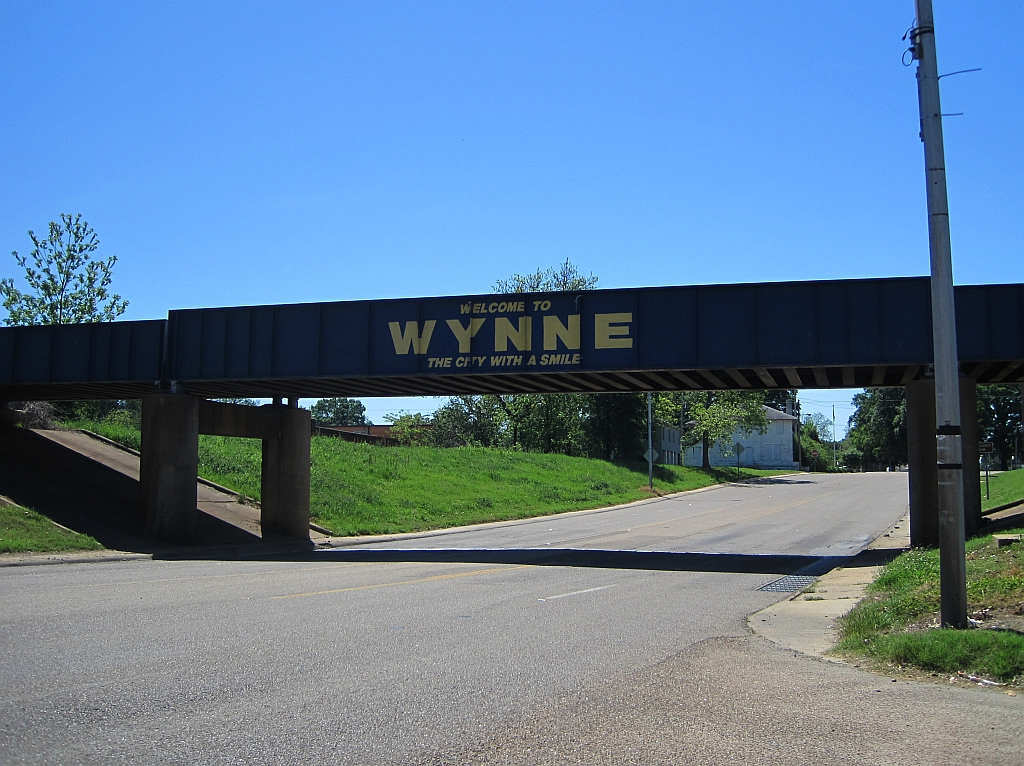
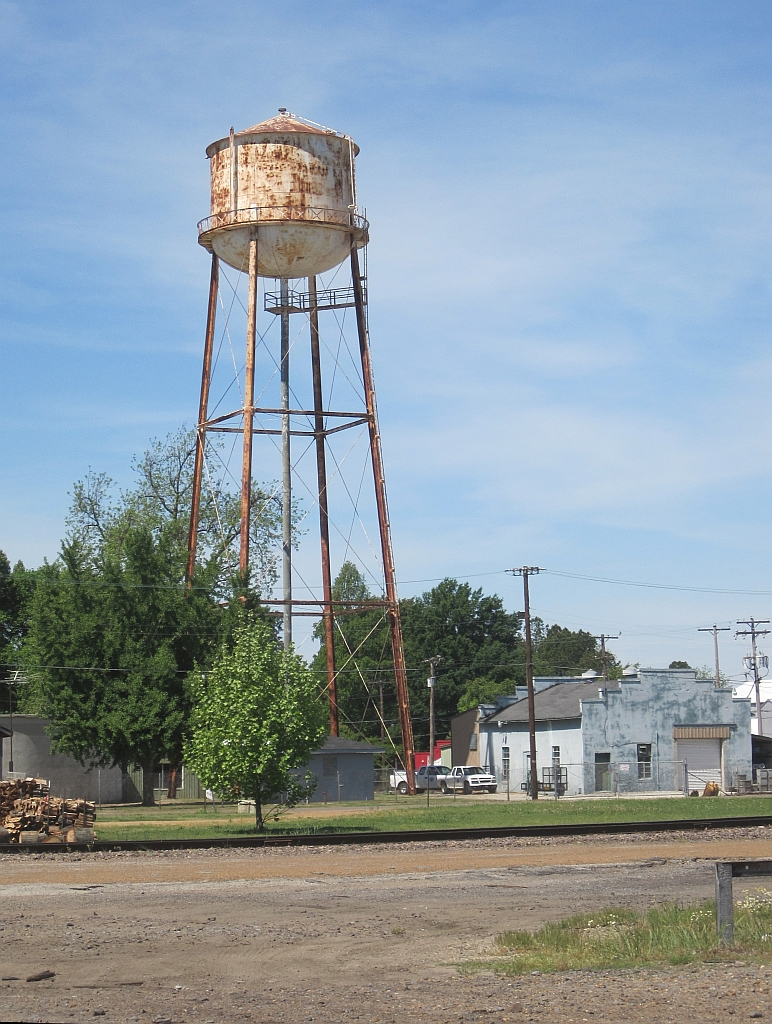
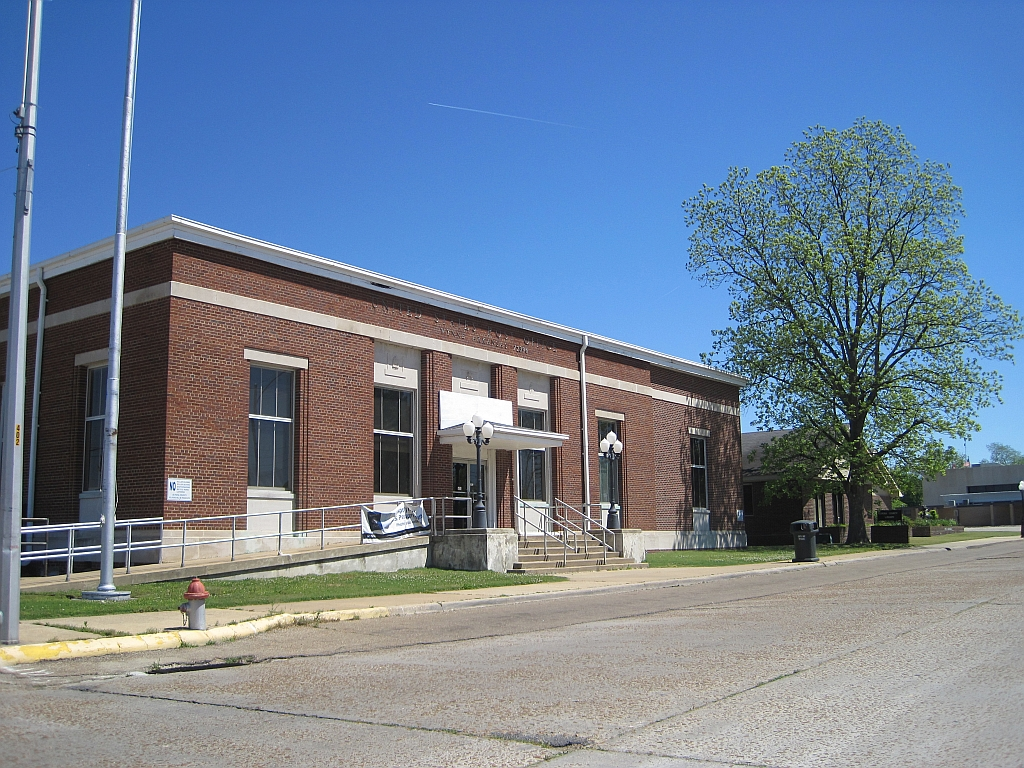
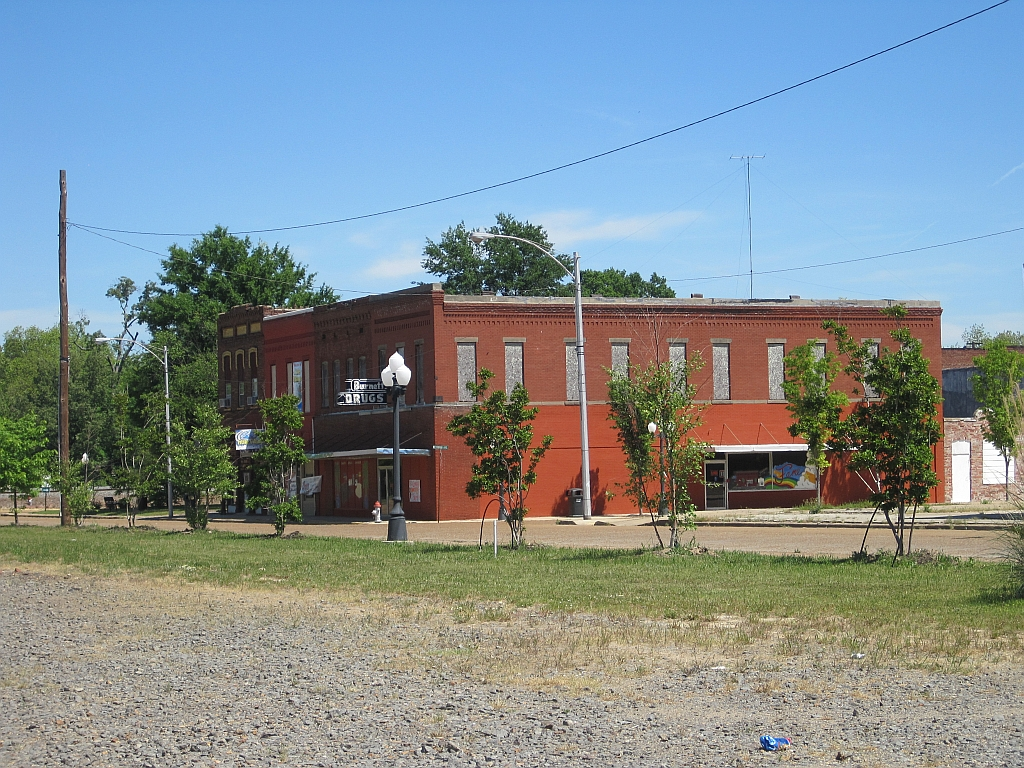
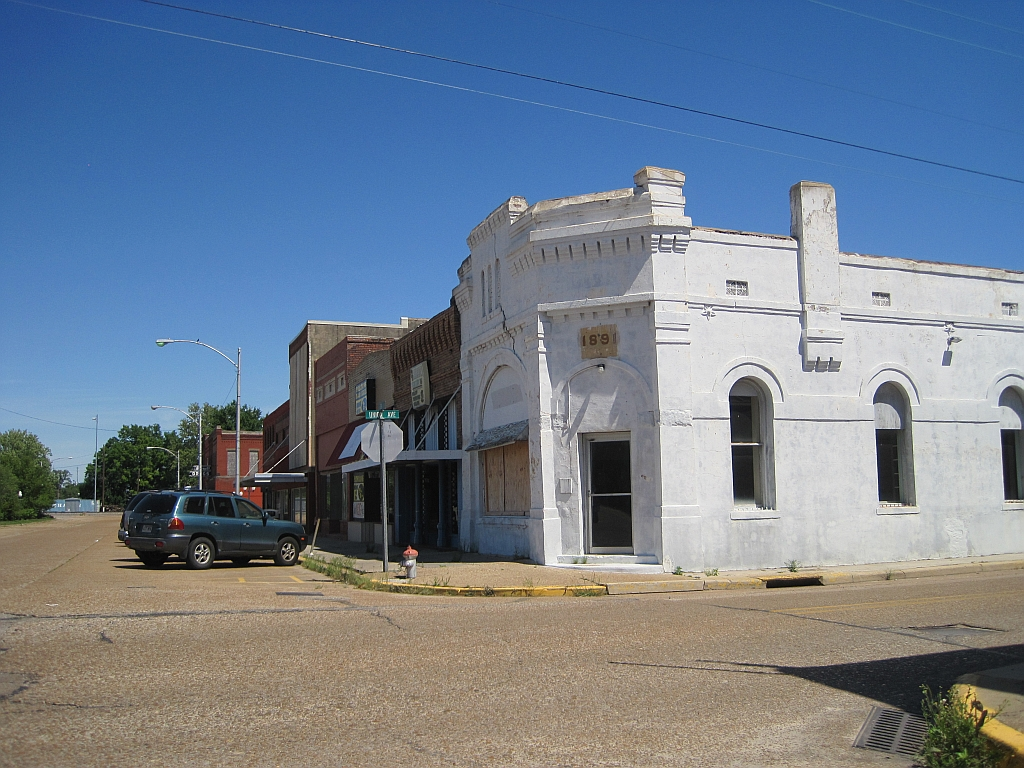
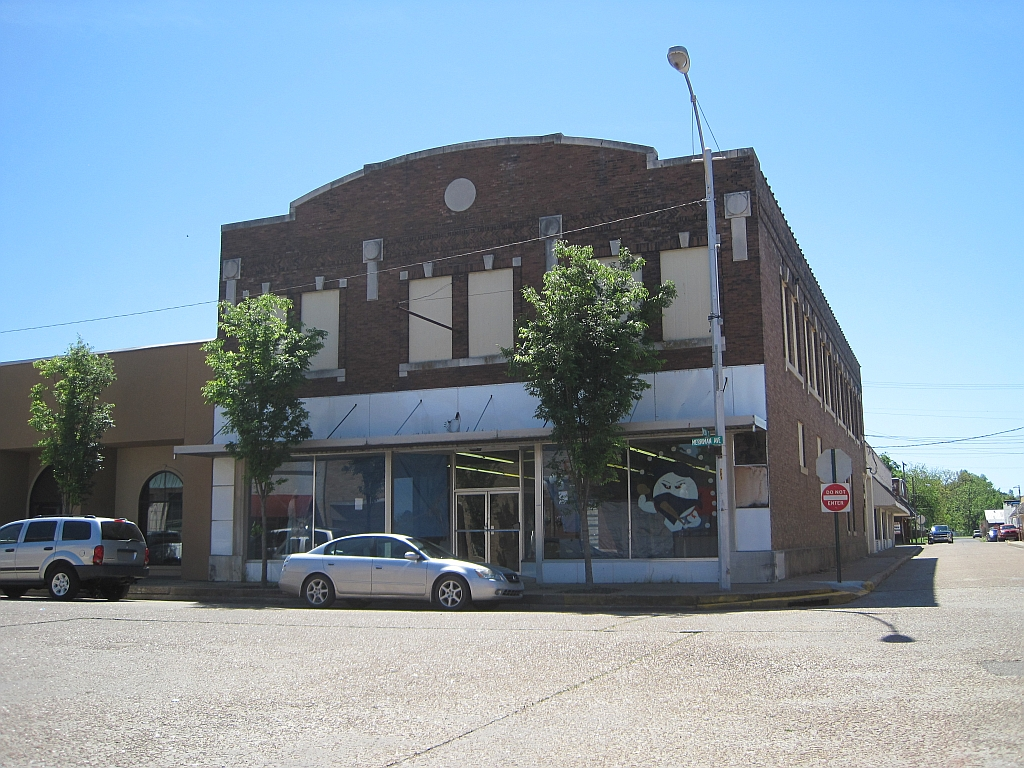
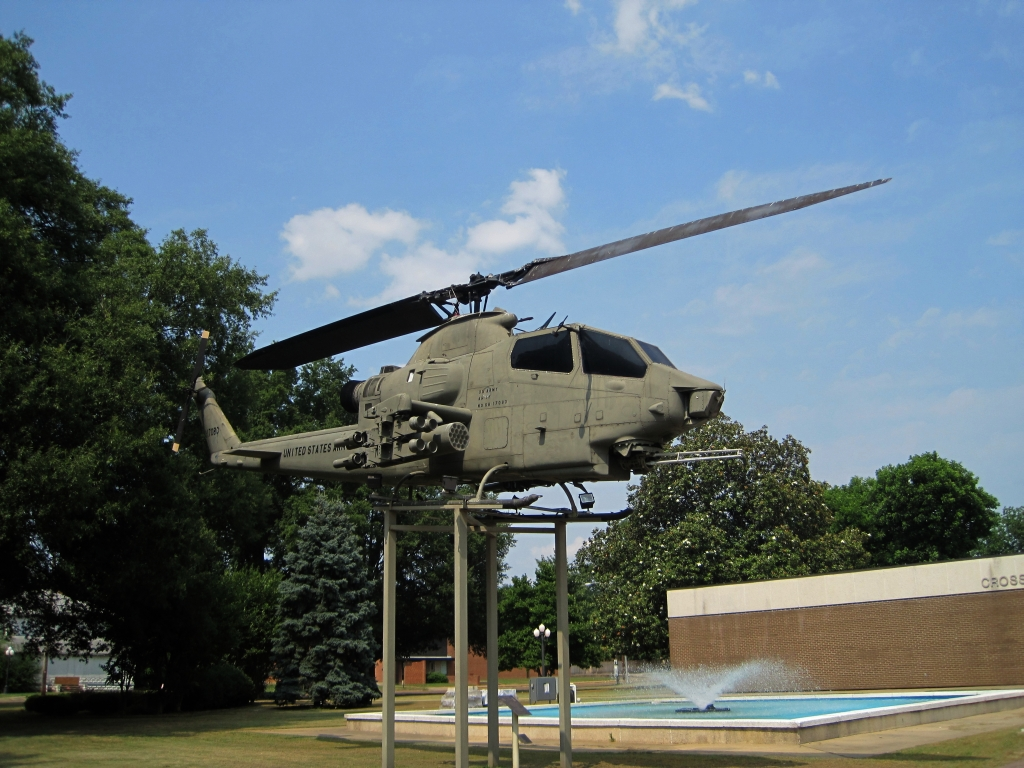
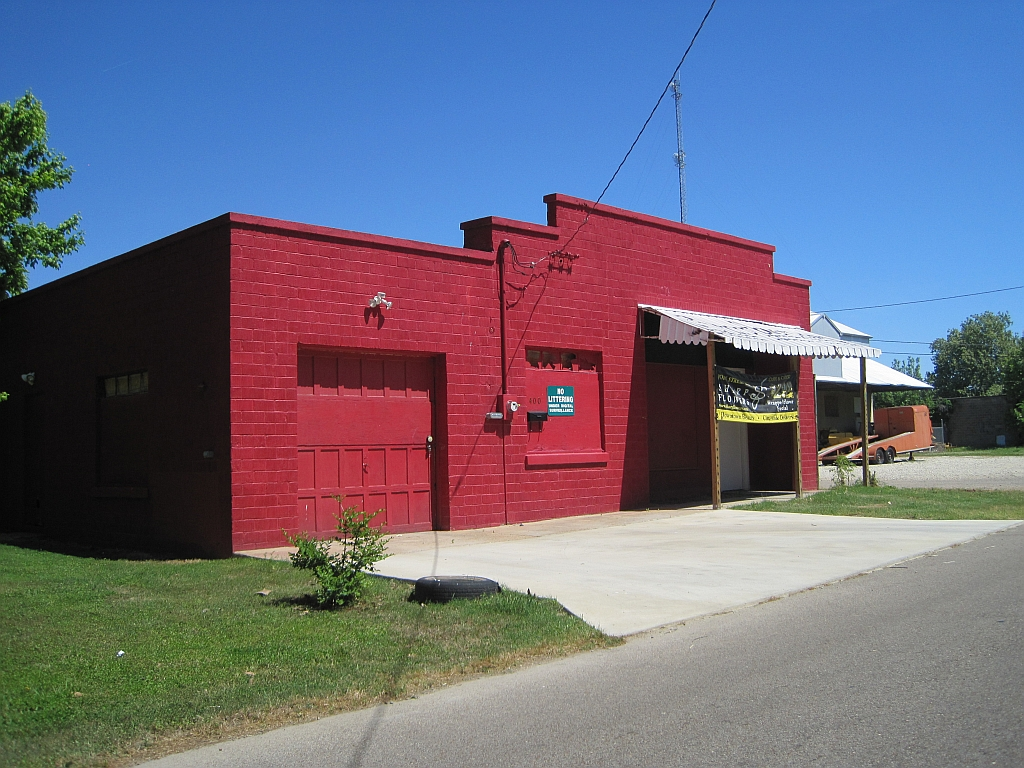
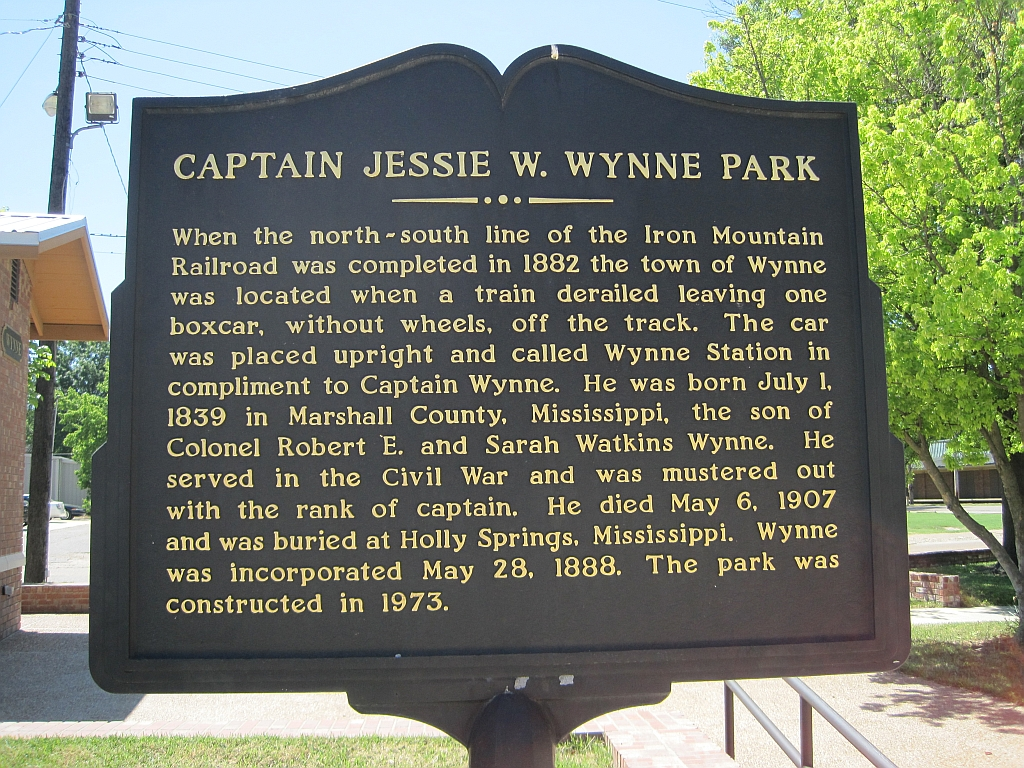